# راسل کراسلی
راسل کراسلی (انگلیسی: Russell Crossley؛ زادهٔ ۲۵ ژوئن ۱۹۲۷) بازیکن فوتبال اهل بریتانیا است.
از باشگاه‌هایی که در آن بازی کرده‌است می‌توان به باشگاه فوتبال شروزبری تاون و باشگاه فوتبال لیورپول اشاره کرد.